# Goupia
Goupia Aubl. è un genere di piante angiosperme dell'ordine Malpighiales, unico genere della famiglia Goupiaceae Miers.

## Tassonomia
Il genere comprende le seguenti specie:
- Goupia glabra Aubl.
- Goupia guatemalensis Lundell